# Abbaye de Baumgarten
Pour les articles homonymes, voir Baumgarten.
L’abbaye de Baumgarten (appelée aussi « Bogart » ou orthographiée quelquefois « Bomgarten ») était une abbaye cistercienne dès 1148 entraînant la venue de moines francophones, qui se trouvait autrefois au sud-est de Bernardvillé et à l'ouest de Reichsfeld (Bas-Rhin). L'ordre de Cîteaux, dynamisé par Saint Bernard, voulait rénover la vie monastique et revenir aux sources de la spiritualité bénédictine par l'isolement et la rupture avec le monde, la pauvreté et le travail manuel. Elle fut fondée vers 1125 par Cunon de Michelbach, évêque de Strasbourg chassé de la ville par l'empereur, et rattachée vers 1153 à l’abbaye de Beaupré. Cette abbaye comprenait au début 12 frères, en plus de nombreux convers plus particulièrement chargés des tâches manuelles.

Armes de l’ordre de Cîteaux.

## Toponymie
Divers documents donnent les dénominations suivantes suivant les époques :
- Bongart, 1133
- Baumgartencis, 1182
- S.Bernardi in Pomerio
- Baimgarthen
- Paumbgarthen
- Bungard
- Bungardum
- Bomgarten
- Bonguart
- Bongartium
- Boni Gardi
- Bonkahart
- Bungert

### Situation géographique
Baumgarten est situé entre les villages de Reichsfeld et de Bernardvillé au milieu de vignes, de prés, et de pommiers. C'est à l'écart de toute civilisation trépidante, nichée au sud de Bernardvillé que se trouvait jadis l'abbaye de Baumgarten abandonnée depuis 1525 à la suite du saccage des bâtiments par les paysans.

## Histoire

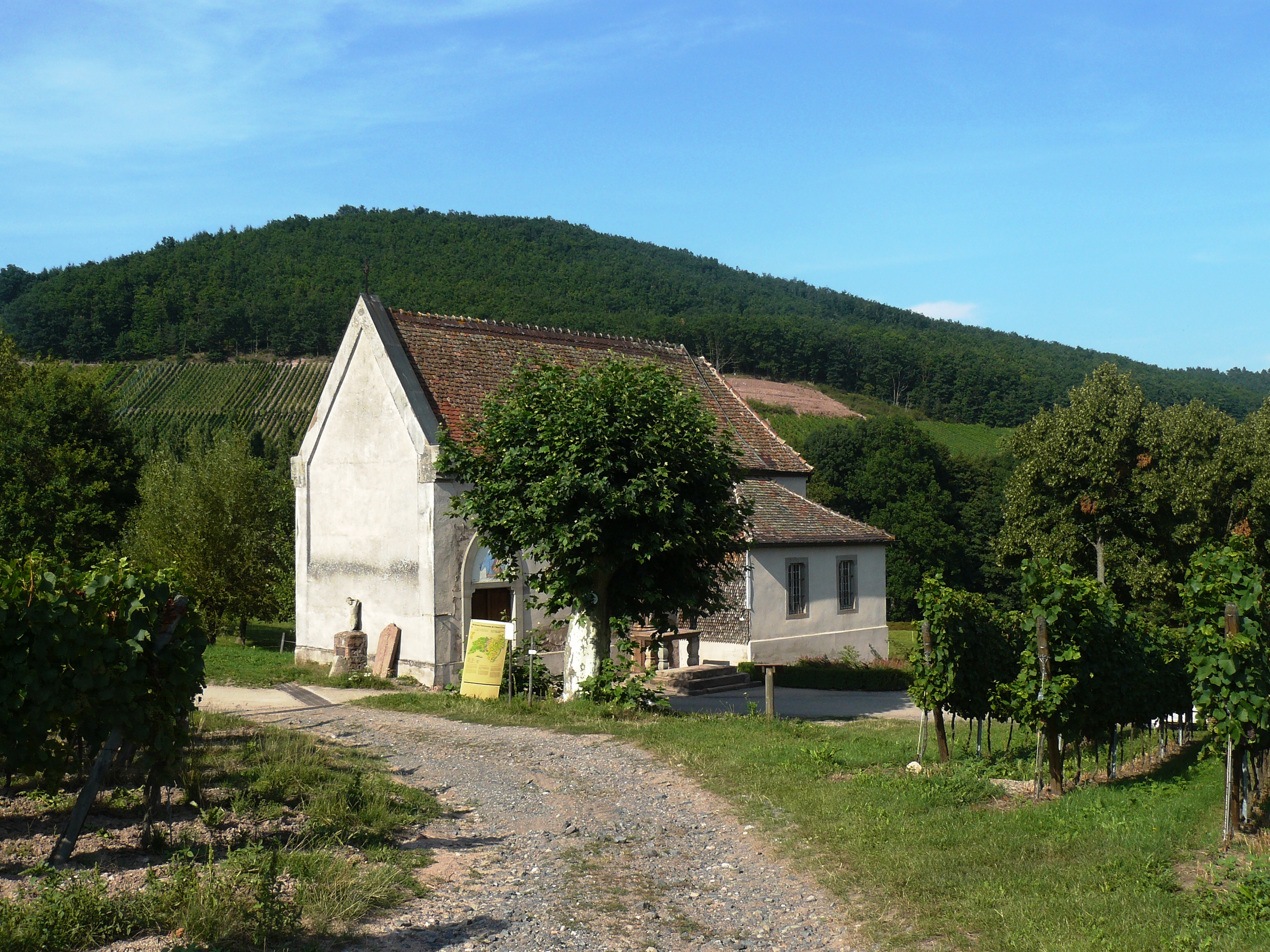
Chapelle des 14 Saints Auxiliaires située à Baumgarten sur le banc de Bernardvillé.

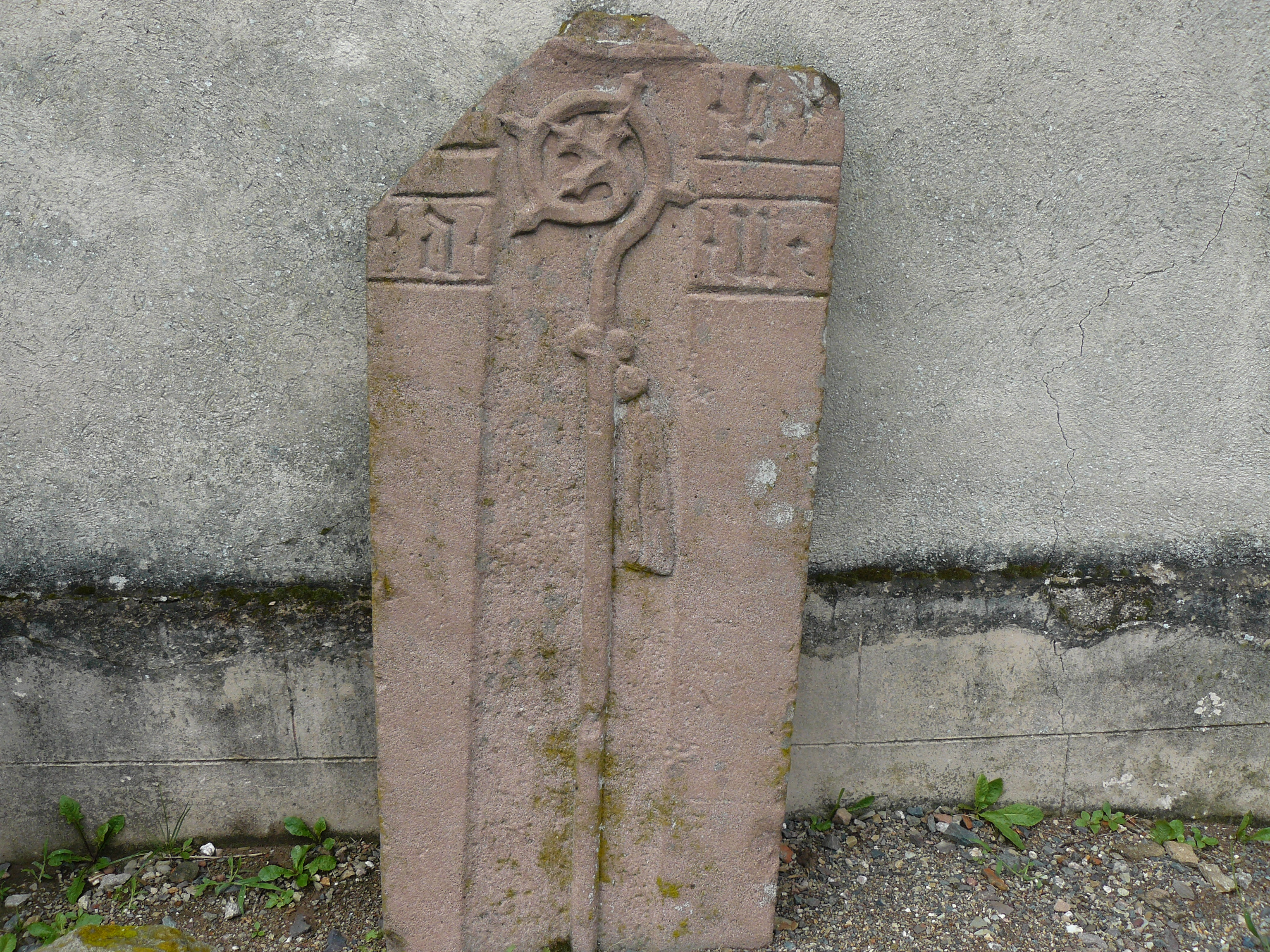
Vestige de l'abbaye de Baumgarten, vraisemblablement une dalle funéraire.

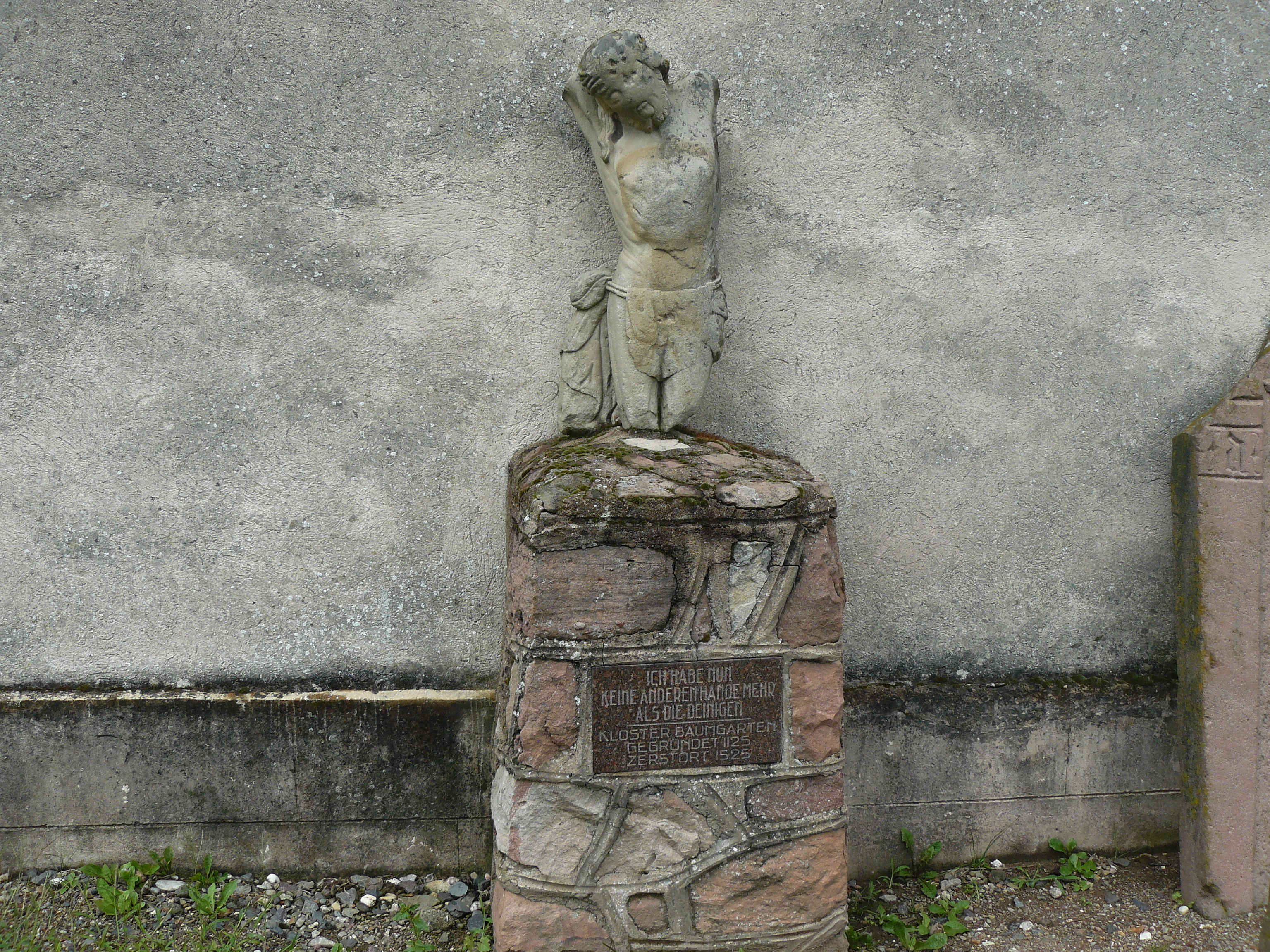
Ancien Christ, vestige de l'abbaye de Baumgarten.

### Les débuts
Obligé de quitter Strasbourg et son évêché, Cunon de Michelbach se retire sur l'une de ses terres, où il finit ses jours dans la solitude et les exercices de piété. Il choisit Epfig pour lieu de sa retraite. Il a occupé durant 22 ans, de 1103 à 1125, le siège épiscopal de Strasbourg après avoir été expulsé par l'empereur. C'est dans le voisinage de ce village, sur des terres appartenant à Epfig et à l'évêché, qu'il fonde, en 1125, l'abbaye de Baumgarten, en l'honneur de la Vierge Marie, avec le consentement et l'aide d'Adalbert, archevêque de Mayence et de Gérard, cardinal de Sainte-Croix, légat du Saint-Siège, qui devint pape en 1144 sous le nom de Lucius II. Les gens du pays appelaient l'endroit « Bongart ». En latin Baumgarten est nommé Pomatium qui, comme Baumgarten, signifie verger. Cunon ne survit pas longtemps à cette fondation, il meurt le 14 avril de la même année. 
Les motifs de la disgrâce de Cunon de Michelbach ne sont pas connus avec précision. D'après certains historiens, il est accusé de connivence avec les sujets du comte Hugo de Dabo qui s'étaient révoltés contre leur seigneur. D'après Louis Laguille, et d'autres, il aurait été négligent dans l'administration des biens de l'église. Dans son Histoire de l'évêché de Strasbourg, le curé Gloekler (curé de Stotzheim) affirme que Cunon fonda l'abbaye de Baumgarten en expiation des scandales dont il se serait rendu coupable. Baumgarten est la première abbaye cistercienne construite en Alsace, après celle de Lucelle (Haut-Rhin). La construction de cette abbaye dura huit années et le nouvel évêque Gebhart (évêque de 1131-1142) lui apporta sa consécration en présence des bourgeois d’Epfig et de Dambach en 1133. La consécration est faite en l'honneur de la Vierge Marie et de tous les saints. À cette cérémonie assistent Adalgot, prévôt de la cathédrale, Berthold, prévôt de Saint-Thomas, Eberhard, prévôt de Saint-Pierre, Heinrich, curé d'Epfig, Konrad, abbé d'Ebersmunster, Reinhard, abbé de Marmoutier, Otto, abbé d'Altorf, et l'abbé de Saint Trudpert en Forêt-Noire. Parmi les laïcs présents, on note les comtes Rodolphe et son fils Arnulf de Lenzburg, Folmer de Hüneburg, Albrecht, bailli de Strasbourg, Walter de Horburg, ainsi que les nobles Berthold de Dorlisheim, Ansekm de Dachstein, Rudolf de Windelsen, Otto, schultheiss de Strasbourg, etc. À cette occasion, Gebhard accorde au couvent des droits et des privilèges. 
La charte rappelle qu'elle a été rédigée sous le règne de l'empereur Lothaire. Le nouvel établissement ayant pris de l’ampleur, l’évêque Burckard fit venir, le 10 mai 1148, des cisterciens français de l’abbaye de Beaupré (Lorraine), une fondation de Morimond. Le 26 mars 1153, le cloître et l’enclos ainsi que l’église sont consacrés en l’honneur de la Sainte Croix, de la Vierge Marie et de plusieurs saints. L’abbaye était située au pied d’une colline appelée l’Ungersberg où il existe aujourd’hui une ferme appelée Baumgarten.

### L'abbaye à la tête de nombreux biens
Dès que le monastère fut constitué sur le pied d'une fille de Cîteaux, ses possessions s'accrurent rapidement grâce à la générosité des fidèles, mais aussi grâce aux libéralités du duc de Lorraine Mathieu, de Simon de Perreia et surtout de Walfrid et de la noble famille de Bischofsheim. En l'espace d'une trentaine d'années après l'installation des cisterciens, l'abbaye de Baumgarten se trouve à la tête de nombreux biens dans l'Alsace centrale. Mathieu Ier de Lorraine, dit « le Débonnaire » (1110-1176), duc de Lorraine de 1139 à 1176, remet vers 1172 à l’abbaye de Bongart ou de Baumgarten tous les terrains situés à Fouchy et une partie de la forêt à l’Allemand-Rombach, aujourd'hui Rombach-le-Franc. 
Par la suite, en 1222, Mathieu II de Lorraine renouvelle ses largesses et accorde à l'abbé Lichard de l’abbaye de Baumgarten quelques autres pâturages situés sur la même commune. Dans le même diplôme il confirme que le noble chevalier Wirric, dit Gorger, cède à l'abbé Lichard d'autres terrains sur le ban de Rumbèche (Rombach), avec le consentement de sa femme et de son fils Philippe, moyennant trente sous de toulois payables par l'abbaye en plus d'une vache blanche et 10 fromages. L'abbé Constantin de Baumgarten sollicite alors le recours du pape Luce III qui lui accorde son intercession, en 1182. En 1195, le pape Célestin donne une bulle de confirmation pour l'abbaye. À la suite de cette reconnaissance par le pape, Albert, comte de Dabo, prend l'abbaye sous sa protection. Dès la fin du XIIe siècle, les moines cisterciens de Baumgarten cultivaient la vigne sur le Muenchberg, d’où son nom qui signifie en allemand « la montagne des moines ». Vers 1214 le château de Falkenberg est vendu à l'abbaye de Baumgarten. 
Cette vente est ratifiée par Adélaïde, abbesse d'Andlau ; mais, à partir de 1330, le château passe à l'empire. Pour compenser la perte de ce château, l'empereur va honorer l'abbaye de ses largesses. En 1312, Henri VIII fait une donation. L'empereur était persuadé qu'il fallait conserver et enrichir les maisons religieuses, car l'église à cette époque avait une forte influence auprès de la population et des nobles. Henri VIII confère ainsi à l'abbé de Baumgarten la collature du village de Burner, village près de Sélestat disparu au XVIe siècle lors de l'invasion suédoise. Le même empereur fait encore don de l'Eichelberg. Il charge ensuite le landvogt d'Alsace, Godefroid, comte de Linange (Haguenau: 1310-1315) de veiller à l'exécution de ce don et de maintenir les religieux dans leurs possessions. Baumgarten reçoit aussi de l'abbaye d'Andlau le Sohlenberg. Cette colline se trouve dans le ban de Reichsfeld, entre Baumgarten et l'Ungersberg (pour être précis, c'est le pied de l'Ungersberg près de Baumgarten qui porte ce nom).

### Baumgarten à l'apogée de sa gloire
En 1317, les nobles d'Eckerich cédèrent à l'abbaye de Baumgarten la cure Saint-Guillaume de Saint-Blaise de Sainte-Marie-aux-Mines. Cette donation fut approuvée en 1323 par Jean Ier, évêque de Strasbourg. L'abbaye de Baumgarten fut ensuite séparée de Beaupré pour être soumise à Neubourg. Maître Gözzo de Haguenau, chanoine de Saint-Thomas, médecin et poète, mort en 1313, fit une donation à l'abbaye, à la condition que la communauté de Baumgarten célèbre tous les ans la fête de l'Immaculée Conception de Marie. Le chapitre général des cisterciens chargea  ensuite l’abbé Salicetus (1487) de la réédition imprimée des missels et des livres de chœur de l’ordre.On y célèbre une messe en l'honneur des 14 saints auxiliaires.
Sept ans plus tard, la construction de l'église Saint-Guillaume du hameau de Saint-Blaise, à Sainte Marie-aux-Mines, donna lieu à quelques démêlés entre les habitants sujets de Ribeaupierre et l'abbaye de Baumgarten qui exerçait  alors un droit de patronage sur la cure de Saint-Guillaume. L'abbé Obrecht les avait accusés d'avoir détourné à leur profit le quart des dîmes perçues par eux et que l'abbé revendiquait intégralement en sa qualité de patron et de seigneur de la paroisse. Les habitants formulèrent une réclamation à leur seigneur en le priant d'intervenir. Guillaume de Ribeaupierre, après information, convint avec l'abbé de Baumgarten, le 26 août 1494, d'un arrangement par lequel il fut reconnu que les habitants n'avaient jamais gardé pour eux-mêmes le quart des dîmes, mais l'avaient toujours employé, de même que le produit des dons, à l'embellissement de l'église. Il fut donc convenu que le quart des dîmes continuerait à être affecté aux saints et à l'église comme par le passé. Par ailleurs deux clés furent remise, dont l'une serait remise au seigneur de Ribeaupierre et l'autre à l'abbé de Baumgarten, que l'on ferait de temps en temps la levée du tronc et que le quatrième denier de son contenu serait acquis aux saints et au luminaire de l'église, les trois autres deniers revenant à l'abbé ainsi que les trois quarts des dîmes. Le marguillier établira chaque année un compte fidèle, sans vol ni fraude, des recettes de toute provenance tant à l'abbé de Baumgarten qu'au seigneur de Ribeaupierre.
Les dîmes et le droit de patronage de l'église de Saint-Guillaume avaient été donnés par les seigneurs d'Eckerich au couvent de Baumgarten, de l'ordre de Cîteaux, en 1317. Cette donation fut confirmée le 15 des calendes de septembre 1323, à la requête de l'abbé Berthold, par une lettre de l'évêque de Strasbourg, Jean Ier, concédant et incorporant à l'abbaye de Baumgarten l'église paroissiale de Saint-Guillaume. Au début du XVIe siècle, beaucoup de religieux de Baumgarten étant décédés, dom Thibéaut Hilveck, abbé de Lucelle, y envoya, en 1515, un groupe de moines de son abbaye.

### Le lent déclin de l'abbaye
Malgré la protection des papes, des évêques et des empereurs, l'abbaye fut ruinée plusieurs fois par les guerres du Moyen Âge. Dès 1493, des paysans venus d'Epfig et de Dambach-la-Ville la réduisirent en un monceau de ruines.  Ce premier soulèvement des Rustauds fut étouffé dans l'œuf. À cette époque, l'abbaye de Baumgarten ne comprenait plus que 12 moines en plus de quelques convers chargés des tâches manuelles. Les religieux furent obligés de vendre des manuscrits précieux pour faire face à leurs problèmes financiers. Mais en 1525, les insurgés d'Epfig et de Dambach s'attroupèrent à nouveau vers le temps de Pâques, munis de banderoles où étaient inscrits les mots  « Das Wort Gottes wird ewig dauern ».  Ils s'en prirent aux domaines de l'évêque et à ceux des maisons religieuses. Baumgarten fut dévastée en même temps que la petite bourgade d'Itterswiller, tandis que l'abbaye de Honcourt était détruite par des insurgés du val de Villé. Les pierres de Baumgarten vont alors servir à fortifier la ville de Benfeld, et les revenus de l'abbaye sont annexés à la mense épiscopale de Strasbourg qui les conservera jusqu'à la Révolution.
- Guerre des paysans en Alsace et en Lorraine (1525)

### La situation après la Révolution
En 1789, lorsque la Révolution éclate, un certain Jean Burrus, qui habite à Baumgarten comme fermier de l'évêque de Strasbourg, fait l'acquisition de la chapelle et de quelques dépendances. Il fait construire une maison sur l'ancienne cave de l'abbaye. Cette cave, dont il n'existe plus que la moitié, faisait l'admiration de tous les antiquaires qui venaient la visiter. La révérende sœur Luitgarde, religieuse de la Congrégation des Sœurs de la Charité à Strasbourg, demeurant à l'hôpital de Bergheim, arrière-petite-fille dudit Burrus, fait le 24 mai 1887 la déclaration suivante, en rapportant ce que sa mère et ses tantes lui avaient dit : « La maison actuelle d'habitation a été construite par le cardinal de Rohan avant la Grande Révolution. Ledit Jean Burrus a seulement surbâti la deuxième moitié de la cave qui se prolongeait vers l'Eichelberg. » 
Cette dernière construction de la cave a été ensuite démolie dans les années 1840. Les colonnes de cette cave démolie, semblables à celles de l'autre partie qui existe encore, ont été employées pour la construction de la cave d'un habitant de Nothalten. Jean Burrus avait acheté la chapelle, vendue comme bien national en 1790, avec l'intention de la rendre à l'évêché et au culte dès que les circonstances le permettraient.

## Chapelle des 14 Saints-Auxiliaires
La chapelle attenante au couvent de Baumgarten fut en partie détruite durant la guerre des paysans, en 1525, puis reconstruite au XVIIIe siècle, peut-être pas au même endroit. Cette chapelle avait été consacrée à quatorze saints auxiliaires (Catherine, Blaise, Gilles, etc.), en 1153, par l'évêque Burckard de Strasbourg. Les fidèles s'adressaient à ces saints auxiliaires lors des pestes sévissant dans la région. Longtemps fermée, la chapelle fut rouverte au culte en 1925. En 1992, elle a bénéficié d'une importante restauration. Des bancs ont été installés et la cloche rénovée. La nef de la chapelle gothique date du XVe siècle, tandis que le chœur est de style néo-gothique du XIXe siècle. La chapelle est toujours un lieu de pèlerinage populaire, le lundi de Pentecôte et à la Saint-Bernard, le 20 août.
La chapelle abritait dans les années 1970 un chemin de croix composé de quinze panneaux sous la forme de peintures sous verre, réalisé en 1832 par une jeune artiste badoise, Anna Maria Riffel. Ce chef-d'œuvre, classé monument historique en 1999, est aujourd'hui restauré et exposé au musée Unterlinden de Colmar.

### Le chœur
L'autel en chêne est celui réalisé pour la grande restauration de la chapelle par les curés Hausser et Ohresser vers 1897-1898. Il est dominé par un tableau, plus ancien, représentant saint Bernard en prière aux pieds de la Vierge Marie glorifiée, entourée d'une couronne de 14 personnages, les saints auxiliaires, identifiés, chacun, par un attribut particulier. Ainsi Saint Gilles, revêtu d'une bure de moine, est accompagné de son inséparable biche. Les deux vitraux qui éclairent le chœur sont d'une harmonie de couleurs très heureuse. Le vitrail de droite représente l'évêque saint Arbogast, un des fondateurs de l'église d'Alsace, patron du diocèse de Strasbourg. Celui de gauche évoque sainte Odile, protectrice de l'Alsace. Le médaillon qui orne le plafond est une création et un don de M. Hieter, qui est également l'auteur et le donateur de l'image du Christ dans le tympan de la porte d'entrée. Le chœur est séparé de la nef par la grille du banc de communion, œuvre d'un artisan de Bernardvillé, Jean-Louis Stotz, en 1889.

### Baumgarten occupé aujourd'hui par les sœurs de Notre-Dame d'Altbronn
Depuis le jeudi 3 décembre 2009, Baumgarten est revenue à sa vocation première, l'ancienne abbaye étant désormais occupée par les sœurs cisterciennes venues d'Ergersheim. Des travaux ont lieu actuellement pour accueillir les pèlerins et les personnes qui désirent se ressourcer. Les actuels bâtiments, après avoir servi de cadre à un restaurant haut de gamme et à un fameux caveau, avaient été acquis par des particuliers ; ils ont été repris par les moniales cisterciennes.
Les travaux du bâtiment d'accueil et d'hébergement ont été soldés. L'ensemble du site a été inauguré par les représentants civils et religieux le lundi 20 septembre 2010.

## Petits monuments

### Chemin de croix de Baumgarten
Il existait, dans les environs de Baumgarten, un chemin de croix comprenant quinze stations. La quinzième station, représentée par un tableau de sainte Hélène tenant la croix, a été volée en 1970. Plusieurs autres vols s'étant produits par la suite dans la chapelle des Saints-Auxiliaires, le chemin de croix fut d'abord entreposé dans le presbytère de Bernardvillé. À la suite d'une décision de la commission diocésaine d'art sacré, l'ensemble a été transféré dans le monastère des bénédictines du Saint-Sacrement à Rosheim.

## Archives
Un certain nombre de documents concernant l’abbaye de Baumgarten qui se trouvaient dans les archives de l’évêché de Strasbourg sont maintenant entreposés aux Archives départementales du Bas-Rhin, sous les cotes G1 à 2697. Il existe aussi, aux Archives départementales de Meurthe-et-Moselle, sous la cote H 625, quelques documents concernant les rapports que cette abbaye entretenait avec le Duché de Lorraine.